# Cantón de Aigrefeuille-d'Aunis
El cantón de Aigrefeuille-d'Aunis era una división administrativa francesa, que estaba situada en el departamento de Charente Marítimo y la región de Poitou-Charentes.

## Composición
El cantón estaba formado por 11 comunas:
- Aigrefeuille-d'Aunis
- Ardillières
- Ballon
- Bouhet
- Chambon
- Ciré-d'Aunis
- Forges
- Landrais
- Le Thou
- Thairé
- Virson

## Supresión del cantón de Aigrefeuille-d'Aunis
En aplicación del Decreto nº 2014-269 de 27 de febrero de 2014, el cantón de Aigrefeuille-d'Aunis fue suprimido el 22 de marzo de 2015 y sus 11 comunas pasaron a formar parte; nueve del nuevo cantón de Surgères y dos del nuevo cantón de La Jarrie.